# Sandy McMillan
Alexander McMillan (conocido como Sandy McMillan; Lunenburg, 1 de julio de 1952) es un deportista canadiense que compitió en vela en la clase Soling. Ganó tres medallas en el Campeonato Mundial de Soling entre los años 1977 y 1980, y una medalla en el Campeonato Europeo de Soling de 1978.

## Palmarés internacional
| Campeonato Mundial | Campeonato Mundial      | Campeonato Mundial | Campeonato Mundial |
| Año                | Lugar                   | Medalla            | Clase              |
| ------------------ | ----------------------- | ------------------ | ------------------ |
| 1977               | Hankø (Noruega)         | Medalla de oro     | Soling             |
| 1978               | Río de Janeiro (Brasil) | Medalla de plata   | Soling             |
| 1980               | Ponce (Puerto Rico)     | Medalla de oro     | Soling             |
| Campeonato Europeo |                         |                    |                    |
| Año                | Lugar                   | Medalla            | Clase              |
| 1978               | Kiel (RFA)              | Medalla de plata   | Soling             |

1. ↑  En algunas ediciones del Campeonato Europeo se permitió la participación de regatistas de otros continentes.